# Rola-birmana
Rola-birmana (nome científico: Streptopelia tranquebarica) é uma espécie de ave pertencente à família dos columbídeos. O macho tem a cabeça azul-acinzentada e um corpo vermelho-marrom. A fêmea é muito mais clara, com plumagem marrom pálida.
Seu nome popular em língua inglesa é "Red turtle dove".